# Carl Wilhelm von Zehender
Carl Wilhelm von Zehender (Brema, 21 maggio 1819 – Warnemünde, 19 dicembre 1916) è stato un oculista tedesco.

## Biografia
Studiò medicina alle università di Göttingen, Jena e Kiel, ricevendo il suo dottorato nel 1845. Studiò oftalmologia a Parigi come allievo di Louis-Auguste Desmarres, poi proseguì gli studi a Praga, Vienna e Berlino. Lavorò in uno studio oftalmologico a Neustrelitz e nel 1862 fu nominato professore di oftalmologia all'Università di Berna. Dal 1866 al 1889 fu professore di oftalmologia all'Università di Rostock (rettore 1875/76), poi si trasferì a Monaco, dove rimase fino al 1907. Morì a Rostock nel 1916 all'età di 97 anni.
Zehender è considerato un pioniere della microchirurgia oftalmica, poiché nel 1886 introdusse la pratica di utilizzare uno strumento di visione binoculare per l'esame oftalmologico.